# Minto (Dakota du Nord)
Pour les articles homonymes, voir Minto.
La ville de Minto est située dans le comté de Walsh, dans l’État du Dakota du Nord, aux États-Unis. Sa population s’élevait à 604 habitants lors du recensement de 2010, estimée à 610 habitants en 2016.

## Histoire
Minto a été fondée en 1881.

## Démographie
| Groupe            | Minto | Dakota du Nord | États-Unis |
| ----------------- | ----- | -------------- | ---------- |
| Blancs            | 95,9  | 90,0           | 72,4       |
| Métis             | 0,7   | 1,8            | 2,9        |
| Afro-Américains   | 0,3   | 1,2            | 12,6       |
| Amérindiens       | 0,2   | 5,4            | 0,9        |
| Autres            | 2,9   | 1,6            | 11,2       |
| Total             | 100   | 100            | 100        |
|                   |       |                |            |
| Latino-Américains | 15,7  | 2,0            | 16,7       |

Selon l'American Community Survey, pour la période 2011-2015, 90,98 % de la population âgée de plus de 5 ans déclare parler l'anglais à la maison, alors que 4,89 % déclare parler l'espagnol, 1,50 % le polonais, 1,32 % l'allemand et 1,32 % une autre langue.
| 1890 | 1900 | 1910 | 1920 | 1930 | 1940 |
| ---- | ---- | ---- | ---- | ---- | ---- |
| 467  | 860  | 701  | 602  | 565  | 630  |

| 1950 | 1960 | 1970 | 1980 | 1990 | 2000 |
| ---- | ---- | ---- | ---- | ---- | ---- |
| 592  | 642  | 636  | 592  | 560  | 657  |

| 2010 | - | - | - | - | - |
| ---- | - | - | - | - | - |
| 604  | - | - | - | - | - |

## Source
- (en) Cet article est partiellement ou en totalité issu de l’article de Wikipédia en anglais intitulé « Minto, North Dakota » (voir la liste des auteurs).